# Laurence Echard
Pour les articles homonymes, voir Echard.
Laurence Echard (1671 - 1730) est un historien anglais. Il a notamment traduit Térence et Plaute.

## Livres
- Histoire romaine, 1699

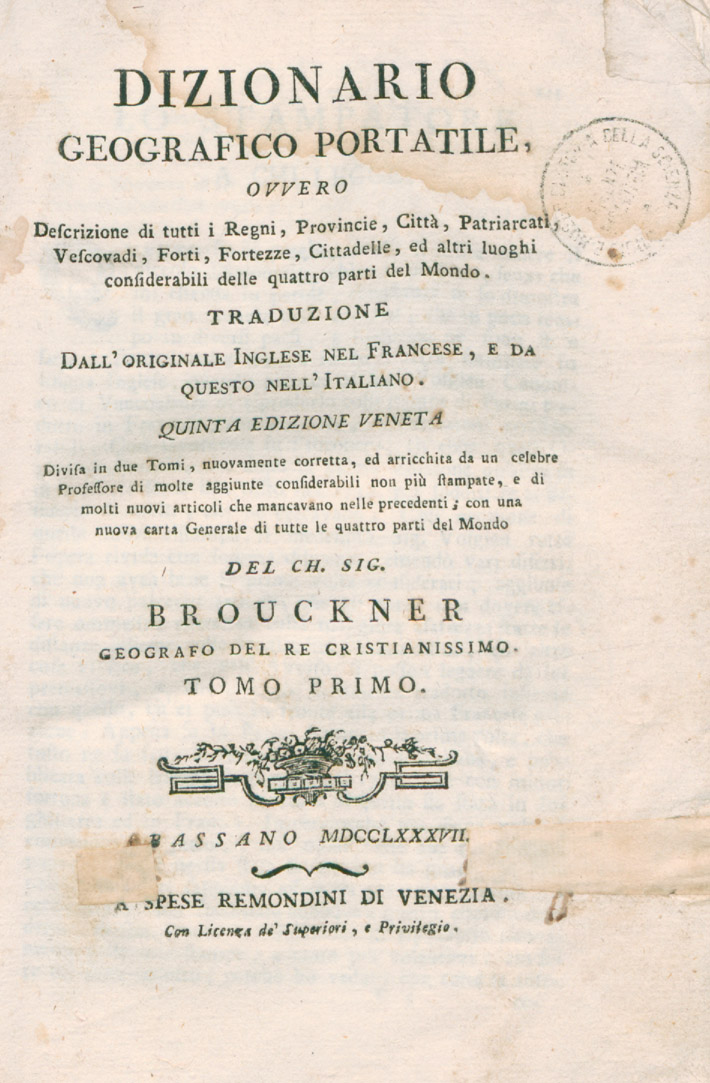
Dizionario geografico portatile, 1787 (traduction italienne du Dictionnaire géographique)

- Histoire ecclésiastique jusqu'à Constantin, 1702
- Histoire d'Angleterre depuis l'invasion de J. César jusqu'à la fin du règne de Jacques I, 1707
- Dictionnaire géographique, publié sous le titre de The Gazetteer, qui a servi de modèle à celui de l'abbé Vosgien.